# Stay The Night
Stay The Night este prima piesă din cel de-al treilea album al lui James  Blunt, Some Kind of Trouble. Single-ul a fost lansat pe 25 octombrie 2010.. Piesa a avut un mare succes în toată lumea și a primit multe recepții pozitive din partea criticilor de muzică.

## Track-listing
Promoții
1. "Stay the Night" – 3:34
2. "Stay the Night" (Instrumental) – 3:34

Descărcare digitală / UK CD Single
1. "Stay the Night" – 3:34

European CD1
1. "Stay the Night" – 3:34
2. "Stay the Night" (Wideboys Remix) – 6:05

European CD2
1. "Stay the Night" – 3:34
2. "Stay the Night" (Acoustic)
3. "Stay the Night" (Fred Falke Remix)
4. "Stay the Night" (Buzz Junkies Remix)
5. "Stay the Night" (Video)

US Digital Download
1. "Stay the Night" (US Edit) - 3:25
2. "Stay the Night" (Acoustic) - 3:30
3. "Stay the Night" (Buzz Junkies Remix) - 4:50
4. "Stay the Night" (Video) - 3:50

## Clasament
| Clasament (2010–11)                  | Poziție vârf |
| ------------------------------------ | ------------ |
| Australia (ARIA)                     | 10           |
| Austria (Ö3 Austria Top 40)          | 6            |
| Belgia (Ultratop 50 Flanders)        | 7            |
| Belgia (Ultratop 50 Wallonia)        | 4            |
| Canada (Canadian Hot 100)            | 53           |
| Cehia (Rádio Top 100)                | 50           |
| Danemarca (Tracklisten)              | 9            |
| European Hot 100 Singles             | 8            |
| Finlanda (Suomen virallinen lista)   | 19           |
| Franța (SNEP)                        | 31           |
| France (SNEP) Download Chart         | 14           |
| Germania (Media Control Charts)      | 4            |
| Irlanda (IRMA)                       | 40           |
| Italia (FIMI)                        | 3            |
| Japan (Japan Hot 100)                | 16           |
| Luxembourg Digital Songs (Billboard) | 8            |
| Olanda (Dutch Top 40)                | 5            |
| Noua Zeelandă (Recorded Music NZ)    | 13           |
| Spania (PROMUSICAE)                  | 26           |
| Suedia (Sverigetopplistan)           | 44           |
| Elveția (Schweizer Hitparade)        | 1            |
| UK Singles (Official Charts Company) | 26           |
| US Billboard Hot 100                 | 94           |
| US Adult Top 40 (Billboard)          | 28           |
| US Adult Contemporary (Billboard)    | 30           |

| Țara          | Certificație |
| ------------- | ------------ |
| Australia     | Platină      |
| Germania      | Aur          |
| Italia        | Aur          |
| Noua Zeelandă | Aur          |